# To Whom It May Concern (álbum de Lisa Marie Presley)
To Whom It May Concern es el primer álbum de estudio de la cantante estadounidense Lisa Marie Presley, publicado el 8 de abril de 2003.

## Lista de canciones
Todas las letras escritas por Lisa Marie Presley, excepto "The Road Between", coescrita por Gus Black.
| N.º | Título                   | Duración |  |
| 1.  | «S.O.B.»                 | 3:45     |  |
| 2.  | «The Road Between»       | 4:18     |  |
| 3.  | «Lights Out»             | 3:45     |  |
| 4.  | «Better Beware»          | 4:45     |  |
| 5.  | «Nobody Noticed It»      | 4:34     |  |
| 6.  | «Sinking In»             | 4:31     |  |
| 7.  | «Important»              | 3:51     |  |
| 8.  | «So Lovely»              | 4:56     |  |
| 9.  | «Indifferent»            | 3:59     |  |
| 10. | «Gone»                   | 4:07     |  |
| 11. | «To Whom It May Concern» | 4:38     |  |

| Pistas adicionales para Norteamérica |                            |          |  |
| N.º                                  | Título                     | Duración |  |
| 12.                                  | «Excuse Me» (pista oculta) | 3:16     |  |

| Pistas adicionales para Japón |                         |          |  |
| N.º                           | Título                  | Duración |  |
| 12.                           | «Excuse Me»             | 3:16     |  |
| 13.                           | «Savior» (pista oculta) | 3:20     |  |

## Recepción
El álbum recibió reseñas positivas de los críticos, quienes en su mayoría elogiaron la voz de Presley y sus composiciones. El crítico de Los Angeles Times Robert Hilburn afirmó en su reseña: «La música de este álbum tiene un tono descarnado y sin concesiones [...] La aguerrida voz de Presley, con ribetes de blues, tiene un toque distintivo».
El crítico Stephen Thomas Erlewine manifestó: «Se trata de un álbum de pop/rock agudo y ambicioso, interpretado por una cantante con verdadero carácter, afortunadamente hosco, ya que las divas de la década de 2000 han sido demasiado dulces». La reseña de la revista Rolling Stone indica que el disco «es una memoria oscura, alternativamente arrepentida y mordaz, que gotea ácido confesional».